# Vardar (monitor)
Vardar byl monitor třídy Sava postavený pro Rakousko-uherské námořnictvo jako SMS Bosna, později přejmenovaný na SMS Temes. Během první světové války sloužil jako vlajková loď rakousko-uherské Dunajské flotily, v jejímž rámci se zapojil do bojů proti srbské, rumunské a francouzské armádě. V květnu 1917 byl jeho název změněn zpátky na SMS Bosna, jelikož byl původní SMS Temes vyzdvihnut, opraven a vrácen do služby. Po válce byl krátce ve službě u Maďarské republiky rad a poté předán do rukou nově vzniklého Království Srbů, Chorvatů a Slovinců a přejmenován na Vardar. Loď zůstala ve službě po celé meziválečné období, avšak kvůli omezenému rozpočtu ne vždy v plné službě.
Během německé invaze do Jugoslávie z dubna 1941 byl vlajkovou lodí 1. divize monitorů a spolu s monitorem Sava pokládal miny na Dunaji poblíž hranic s Rumunskem. Dvojice odrazila několik útoků Luftwaffe, ale byla přinucena se stáhnout do Bělehradu. Nakonec byl dne 11. dubna potopen vlastní posádkou. Část jeho posádky zahynula při pádu mostu na jejich člun. Další se pokusili uprchnout skrze zemi na jižní pobřeží Jaderského moře, avšak většina z nich se dne 14. dubna vzdala v Sarajevu. Zbytku se podařilo dosáhnout Boky Kotorské, kde byli 17. dubna zajati Italy.

## Konstrukce
Vardar byl říční monitor třídy Sava postavený pro Rakousko-uherské námořnictvo společností Stabilimento Tecnico Triestino. Kýl byl položen v Linci v roce 1914 v rámci rakousko-uherského námořního programu pro roky 1914–1915. Loď byla původně pojmenována po řece Bosna, ale ještě během výstavby přejmenována na Temes poté, co se původní SMS Temes dne 23. října 1914 potopil po nárazu na minu na řece Sávě. Stejně jako její sesterská loď SMS Sava měla celkovou délku 62 metrů, šířku 10,3 metrů a standardní ponor 1,3 metru. Její výtlak činil 580 tun, posádka sestávala z 91 mužů. Monitor byl poháněn dvojicí trojexpanzních parních strojů o výkonu 1750 ihp (1300 kW) využívajících páru vytvořenou ve dvou kotlích Yarrow. Zásoba paliva činila 75 tun topného oleje. Maximální rychlost dosahovala 13,5 uzlu.
Primární dělostřelecká výzbroj sestávala z dvojice škodováckých 120mm děl umístěných ve věži na přídi a dvojice 120mm houfnic ve věži na zádi. Monitor byl taktéž vybaven 66mm protiletadlovým dvojčetem, dvěma 47mm děly a sedmi kulomety. Dostřel 120mm děl činil 15 kilometrů, houfnic pak 6,2 kilometrů. Boční pás a přepážky měly 40mm pancéřování, paluba 20mm, velitelská věž, dělové věže a kupole pak 50mm. Loď byla dokončena dne 9. července 1915.

## Služba

### První světová válka
Temes vstoupil do služby u Dunajské flotily v roce 1915. Na začátku října byl nasazen proti srbské armádě u Bělehradu za srbské evakuace města při rakousko-uherském útoku. Temes poskytoval palebnou podporu rakousko-uherským vojskům při překročení řeky a vytvoření předmostí. Během tohoto úkolu se pokusil stáhnout na sebe palbu a ochránit poškozený monitor SMS Enns, ale po přímém zásahu ubikace posádky na zádi odplul mimo dosah nepřátelského dělostřelectva. Temes najel na břeh, aby posádka uhasila ohně a utěsnila trup. Následně byl odtažen z bojiště ozbrojeným parníkem a podstoupil v Budapešti opravy.
V listopadu 1915 byly ostatní monitory shromážděny v bulharském Ruse. Geopolitická pozice Rumunska byla nejistá, Centrální mocnosti si byly vědomy rumunského vyjednávání o vstupu země do války na straně Dohody. Dunajská flotila zřídila svou chráněnou základnu v Belenském kanálu, aby mohla ochránit 480 kilometrů dlouhou dunajskou hranici mezi Rumunskem a Bulharskem. Když Rumuni 27. srpna 1916 vstoupili do války, kotvily monitory, nyní již s opraveným Temesem, opět v Ruse. Lodě byly ihned napadeny trojicí improvizovaných torpédových člunů operujících z rumunského přístavu Giurgiu. Vypuštěná torpéda monitory minula, zasáhla ale nákladní člun naložený palivem. 1. divize monitorů včetně Temese byla pověřena eskortou zásobovacích lodí zpět do belenského kotviště, což bylo doprovozeno výpady východně a západně od Belene, během kterých byly ostřelovány města Turnu Măgurele a Zimnicea.
Dne 9. května 1917 byl Temes přejmenován na SMS Bosna, jelikož byl původní Temes vyzdvižen, přestavěn a zařazen znovu do služby. V dubnu 1918 utvořila Bosna spolu s dalšími třemi monitory, dvěma hlídkovými loděmi a remorkérem Oddíl loďstva Wulff (Flottenabteilung Wulff) pod velením kapitána Olava Wulffa. Oddíl byl vyslán přes ústí Dunaje a Černé moře do Oděsy, kde strávil několik měsíců podporou rakousko-uherských jednotek dohlížejících na prosazení mírové dohody s Ruskem. Na konci srpna se vrátil na Dunaj, dne 12. září zakotvil v Brăile. Dne 16. října se Bosna a zbytek 1. divize monitorů přesunuly z Brăily do Belene. Dunajská flotila poté kryla ústup rakousko-uherských vojsk k Budapešti před francouzskými a srbskými jednotkami a dorazila zde 6. listopadu.

### Meziválečné období
Po příměří z Villa Giusti podepsaném Rakouskem-Uherskem 3. listopadu 1918 byla Bosna ve dnech 6. listopadu až 13. prosince součástí námořnictva Maďarské republiky rad. Poté byla osazena námořníky z nově vzniklého Království Srbů, Chorvatů a Slovinců (později Jugoslávské království). Na základě mírové dohody ze Saint-Germain-en-Laye uzavřené v září 1919 připadla Bosna spolu s dalšími plavidly, včetně tří dalších říčních monitorů, oficiálně Království SHS. Monitor byl přejmenován na Vardar a do služby u královského námořnictva vstoupil v roce 1920. V letech 1925 až 1926 podstoupil modernizaci, avšak kvůli nedostatku financí byly následujícího roku v plné službě pouze dva ze čtyř jugoslávských monitorů. V roce 1932 hlásil britský námořní atašé, že jugoslávské lodě podstupují málo cvičení, manévrů a dělostřeleckého nácviku, a to kvůli sníženému rozpočtu.

### Druhá světová válka
Dne 6. dubna 1941 začala německá invaze do Jugoslávie. Vardar v té době kotvil v Dubovaci. Byl vlajkovou lodí 1. divize monitorů zodpovědné za obranu dunajské hranice s Rumunskem a podřízené 3. pěší divizi. Velel mu korvetní kapitán Milivoj Kockar. Toho dne Vardar a monitor Sava odrazily několik útoků letadel Luftwaffe na jejich základnu. Následující tři dny oba monitory pokládaly miny na Dunaji poblíž rumunských hranic.
Dne 11. dubna se monitory pod opakovanými útoky německých střemhlavých bombardérů Junkers Ju 87 stáhly z Dubovace směrem k Bělehradu. Nepoškozeny zakotvily na soutoku Dunaje a Sávy poblíž Bělehradu kolem 20:00. Zde se k nim připojil monitor Morava. Po poradě se všichni kapitáni shodli, že kvůli zvýšené hladině řeky a nízkým mostům a tudíž i ztížené navigaci raději své lodě potopí. Posádky byly přemístěny na dva remorkéry, avšak když jeden z nich podplouval železniční most, demoliční nálože na mostě náhodně explodovaly a ten se na loď zřítil. Ze 110 námořníků na palubě zahynulo celých 95.
Po potopení se 450 námořníků z Vardaru a ostatních lodí shromáždilo v Obrenovaci. Vyzbrojeni pouze ručními zbraněmi a několika kulomety vyrazili ve dvou skupinách na jih do Boky Kotorské. Menší z obou skupin svého cíle bezpečně dosáhla, ale větší byla nucena se dne 14. dubna vzdát v Sarajevu Němcům. Boka Kotorska byla obsazena italským XVII. sborem 17. dubna.